# Santa María Roaló
Santa María Roaló är en ort i Mexiko.   Den ligger i kommunen Trinidad Zaachila och delstaten Oaxaca, i den sydöstra delen av landet, 400 km sydost om huvudstaden Mexico City. Santa María Roaló ligger 1 514 meter över havet och antalet invånare är 515.
Terrängen runt Santa María Roaló är kuperad åt sydväst, men åt nordost är den platt. Runt Santa María Roaló är det ganska tätbefolkat, med 172 invånare per kvadratkilometer. Närmaste större samhälle är Oaxaca de Juárez, 17,3 km norr om Santa María Roaló. Omgivningarna runt Santa María Roaló är en mosaik av jordbruksmark och naturlig växtlighet.